# هکلر

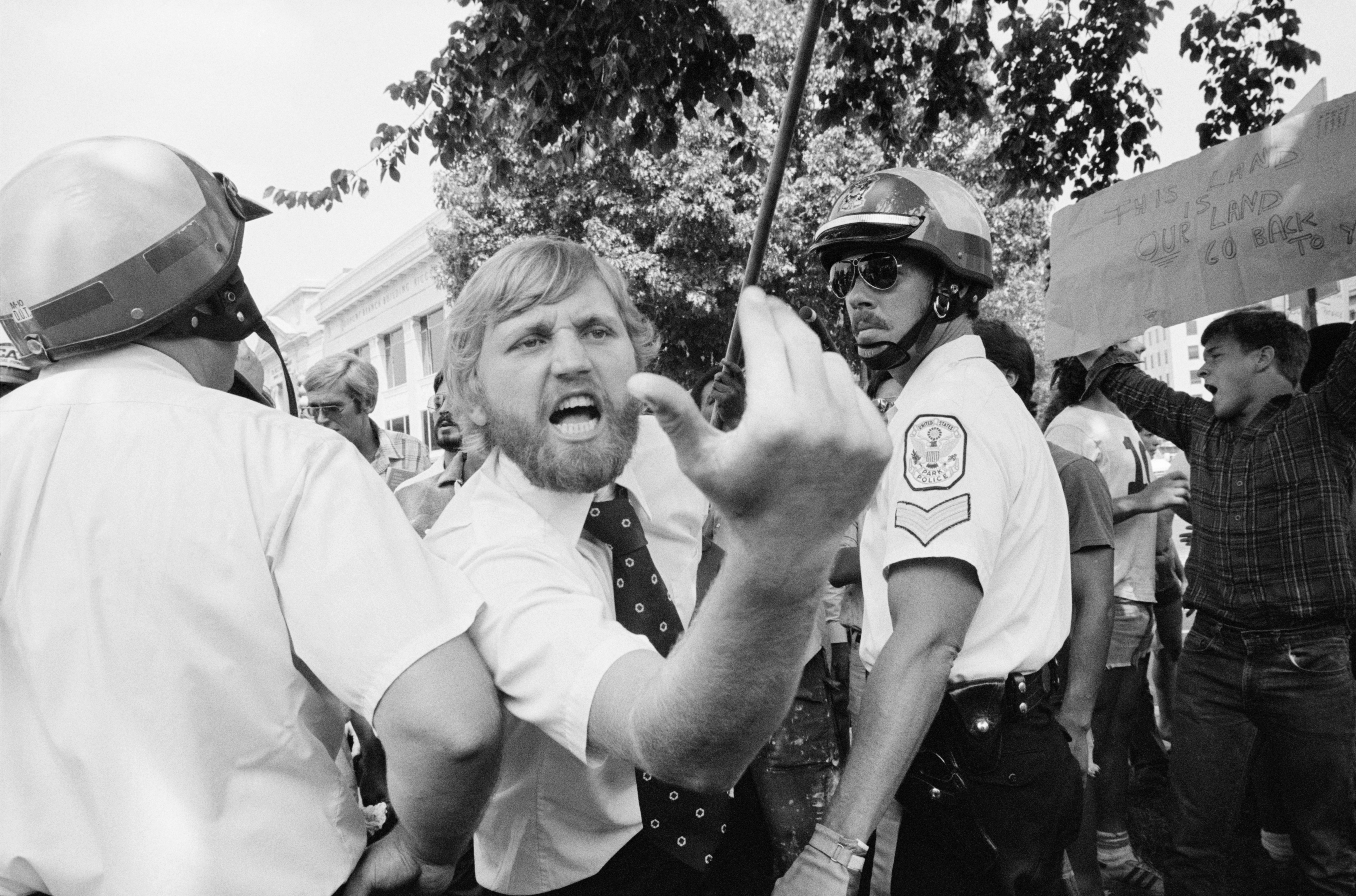
یک هکلر در واشینگتن دی سی از میان پلیس‌ها به سمت تظاهرکنندگان ایرانی در جریان بحران گروگانگیری در ایران، اوت ۱۹۸۰

هکلر (به انگلیسی: heckler) یا حرف‌قطع‌کن فردی آزاردهنده است که تلاش می‌کند با پرسیدن سوالات یا به چالش کشیدن دیگران، افراد را مشوش کند. هکلرها را عموماً با فریاد زدن اظهارنظرهای تحقیرآمیزشان در یک اجرا یا رویداد، یا قطع سخنرانی دیگران با هدف ایجاد مزاحمت برای مجریان و/یا شرکت‌کنندگان، می‌شناسند

## ریشه‌ها
کلمه هکلر، که از تجارت نساجی نشأت گرفته‌است (به معنی به زحمت کشیدن یا شانه زدن الیاف کتان یا کنف)، اولین بار در اواسط قرن پانزدهم، از سال ۱۸۸۵ به معنای «شخصی که آزار می‌دهد» مورد استفاده قرار گرفت بعدتر معنی دیگری به آن اضافه شد، فردی که گفتار دیگران را با پرسیدن سوالات ناجور یا خجالت‌آور قطع می‌کند.

## سیاست
سیاستمدارانی که به‌طور زنده در پیشگاه شنوندگان سخنرانی می‌کنند، از آزادی عمل کمتری برای مقابله با هکرها برخوردارند.

## نوشتارهای وابسته
- تشویق و تمجید
- مشارکت مخاطبان
- هو کردن
- ترول اینترنتی